# Station Schandelah
Station Schandelah (Bahnhof Schandelah) is een spoorwegstation in de Duitse plaats Schandelah, in de deelstaat Nedersaksen. Het station ligt de spoorlijn Braunschweig - Helmstedt, van deze spoorlijn takte tot 1975 de lijn naar Oebisfelde af.

## Indeling
Het station beschikt over twee zijperrons, die niet zijn overkapt maar voorzien van abri's. Het tweede zijperron ligt tussen spoor 1 en spoor 2 en is via een voetgangerstunnel vanaf het eerste perron te bereiken. Ten noorden van het station bevinden zich een parkeerterrein, een fietsenstalling en een bushalte.

## Verbindingen
De volgende treinserie doen het station Schandelah aan:
| Serie | Treinsoort                     | Route                                                                                  | Bijzonderheden                                                                    |
| ----- | ------------------------------ | -------------------------------------------------------------------------------------- | --------------------------------------------------------------------------------- |
| RB 40 | Regionalbahn (DB Regio Südost) | Braunschweig Hbf – Schandelah – Helmstedt – Eilsleben – Magdeburg Hbf – Burg – Genthin | Enkele treinen van/naar Genthin; Helmstedt - Burg 1x per twee uur in het weekend. |